# Уди
Уди́ (кит. упр. 无棣, пиньинь Wúdì) — уезд городского округа Биньчжоу провинции Шаньдун (КНР). Название уезда происходит от ручья Удигоу.

## История
При империи Цинь здесь был создан уезд Яньцы (厌次县). При империи Западная Хань эти земли оказались в составе уезда Янсинь.
При империи Суй в 586 году из северной части уезда Янсинь и восточной части уезда Жаоань был создан уезд Уди. После провозглашения империи Тан он был переименован в уезд Шансянь (上县), а в 627 году присоединён к уезду Янсинь. В 634 году уезд Уди был создан вновь.
При монгольской империи Юань в 1265 году уезд был разделён на восточную и западную части. Западная часть впоследствии стала уездом Цинъюнь, а восточная при империи Мин получила название Хайфэн (海丰县).
В 1914 году уезд Хайфэн был переименован в Уди.
В 1950 году был образован Специальный район Хуэйминь (惠民专区), и уезд вошёл в его состав. В 1958 году Специальный район Хуэйминь был объединён с городом Цзыбо в Специальный район Цзыбо (淄博专区), при этом к уезду Уди был присоединён уезд Янсинь. В 1961 году Специальный район Хуэйминь был восстановлен, а уезд Янсинь вновь выделен из уезда Уди. В 1967 году Специальный район Хуэйминь был переименован в Округ Хуэйминь (惠民地区). В 1992 году округ Хуэйминь был переименован в округ Биньчжоу (滨州地区).
В 2000 году постановлением Госсовета КНР округ Биньчжоу был расформирован, а вместо него был образован городской округ Биньчжоу.

## Административное деление
Уезд делится на 2 уличных комитета и 10 посёлков.